# Sarmatia
Sarmatia is een geslacht van vlinders van de familie spinneruilen (Erebidae), uit de onderfamilie Hypeninae.

## Soorten
- S. albolineata Bethune-Baker, 1911
- S. ankasoka Viette, 1979
- S. devia Hampson
- S. expandens (Walker, 1869)
- S. incurvata Hampson
- S. indenta Bethune-Baker, 1909
- S. interitalis Guenée, 1854
- S. lyceus Druce, 1891
- S. lysippusalis Walker, 1858
- S. lysizona Druce, 1891
- S. macarialis Guenée, 1854
- S. mago Druce, 1891
- S. malagasy Viette, 1968
- S. mialis Guenée, 1854
- S. mikani Felder, 1874
- S. moribundalis Guenée, 1854
- S. obvia Hampson
- S. ophelasalis Walker, 1859
- S. otisalis Walker, 1858
- S. polycletusalis Walker, 1858
- S. subpallescens (Holland, 1894)
- S. talhouki Wiltshire, 1982